# James Ogilvie
James Ogilvie, né le 7 décembre 1980 à Melbourne, est un coureur cycliste australien.

## Biographie
En mars 2018, James Ogilvie établit un nouveau record de l'heure en catégorie masters 35-39 ans, élevant à cette occasion la marque à 49,514 km. Peu de temps après, il est médaillé de bronze au championnat d'Océanie du contre-la-montre.

## Palmarès
- 2018
  -  Médaillé de bronze du championnat d'Océanie du contre-la-montre

## Classements mondiaux
| Année            | 2017 | 2018 |
| ---------------- | ---- | ---- |
| UCI Oceania Tour | 55e  | 33e  |